# Чичак, Славко
Славко Чичак (25 ноября 1969, Титоград) — шведский шахматист, гроссмейстер (2001).
В составе сборной Швеции участник 3-х Олимпиад (2006—2010).

## Таблица результатов
| Год  | Город          | Турнир         | + | − | = | Результат | Место |
| ---- | -------------- | -------------- | - | - | - | --------- | ----- |
| 2006 | Турин          | 37-я олимпиада | 4 | 0 | 4 | 6 из 8    |       |
| 2008 | Дрезден        | 38-я олимпиада | 5 | 1 | 3 | 6½ из 9   |       |
| 2010 | Ханты-Мансийск | 37-я олимпиада | 1 | 3 | 2 | 2 из 6    |       |
|      |                |                |   |   |   | из        |       |

## Изменения рейтинга
| Графики недоступны из-за технических проблем. См. информацию на Фабрикаторе и на mediawiki.org. |